# Xã New Albany, Quận Story, Iowa
Xã New Albany (tiếng Anh: New Albany Township) là một xã thuộc quận Story, tiểu bang Iowa, Hoa Kỳ. Năm 2010, dân số của xã này là 1.177 người.